# イオン・イリエスク

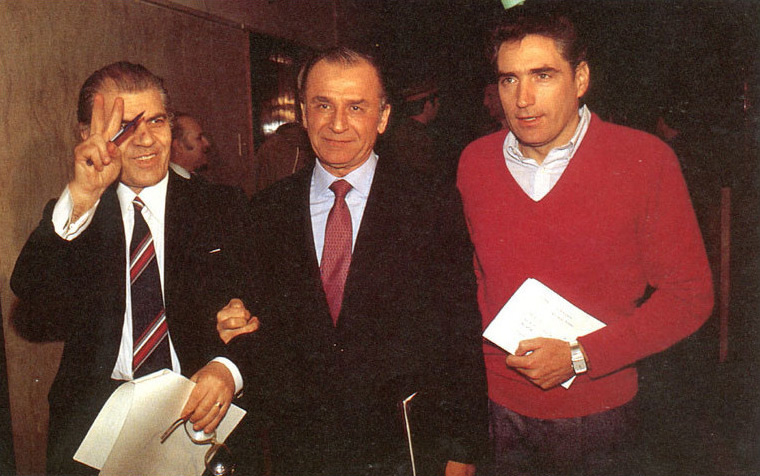
1989年、救国戦線による政権樹立を発表するイリエスク（中央）

イオン・イリエスク（ルーマニア語: Ion Iliescu、1930年3月3日 - 2025年8月5日）は、ルーマニアの政治家。大統領（初代、3代）、上院議員（2期）、青少年関係問題相、救国戦線評議会議長（初代）、社会民主党議長を歴任。
政府中枢からの旧共産党員排除の不徹底や、ルーマニア革命での銃撃戦の真相究明を求める国民運動への弾圧、経済政策の失敗などで、非共産党系のエミル・コンスタンティネスク政権誕生（無血革命）を招いた。

## 概要
カララシ県オルテニツァ出身。ブカレスト工科大学を経て、モスクワ大学エネルギー研究所に留学する。

### 共産党時代
1944年、共産主義青年連盟、1953年にルーマニア共産党に入党。
1956年に青年連盟中央委員会書記、1965年に党中央政治局、1967年に青少年関係問題相を歴任。ニコラエ・チャウシェスクの後継者と目されるようになる。しかし、1971年チャウシェスクと共に訪問した中国で文化大革命を目の当たりにし、ルーマニアでも文化大革命のような変革を求めるチャウシェスクとの路線対立が目立つようになる。その後、同年ティミシュ県の副市長、1974年からヤシ県の市長に任命され、国政から排除される。1984年、中央政治局員を外され、エディトゥラ・テニツァ出版社に勤務する。その頃、秘密警察セクリタテアの尾行対象者として監視されていた。
1987年3月、「ルーマニア・リテラーラ」に情報自由化などの長論文を発表し、チャウシェスクの逆鱗に触れ以降政界を離れ、技術専門小出版社社長など不遇を経験することになる。

### ルーマニア革命後
1989年、ルーマニア革命により共産党政権が崩壊し、政権を掌握した救国戦線評議会の議長に就任、暫定的に国家元首になる。1990年1月、救国戦線を政党に移行するため暫定国家統一評議会を設立、議長に就任し正式に国家元首になる。2月、正式政府の発足に伴い救国戦線を政党へ衣替えする。再び議長（党首）に就任。5月、ルーマニア初の複数政党制・秘密選挙による自由選挙で85.1%を獲得、大統領に当選。
1991年、救国戦線から脱退、民主救国戦線を結成し党首に就任。1992年10月、大統領選挙で47.3%を獲得し再選。1993年7月、民主救国戦線から社会民主主義党（現：社会民主党）に改称、党首に就任。1996年11月、大統領選挙で中道右派のエミル・コンスタンティネスクに敗れる。
2000年11月、大統領選挙で中道右派の候補を抑え復帰。2004年12月、任期満了に伴い大統領職を退任。

### 革命「乗っ取り」疑惑による起訴
チャウシェスク政権崩壊から救国戦線による政権掌握に至るまでの経緯の中には不明な点も多く、司法当局に真相解明を求める市民団体の声は絶えなかった。特に1989年12月22日にチャウシェスクが共産党本部から脱出した後に銃撃戦が発生した理由は革命最大の謎とされているが、イリエスクの側近だった元軍検事長や革命後のイリエスク政権で国防相を務めたヴィクトル・スタンクレスク将軍（2016年死去）が「テロリストが攻撃してきた」とする当時の救国戦線側による発表について、でっち上げだったと証言しており、救国戦線が反政府デモに乗じて革命の乗っ取りを狙ったとされる疑惑が事実だった可能性さえ浮上している。
2018年12月、検察当局は「革命の最中にテレビや記者発表を通じデマを広め混乱を生じさせた結果、800人以上の死亡者を出した責任がある」として、人道に対する罪でイリエスクを起訴したと発表した。
しかし、救国戦線の発表がでっち上げだったと認めたスタンクレスクをはじめ、既に死亡した関係者も多いことから、公判での立証は困難を極めるとされているほか、イリエスクが「圧力」をかける懸念さえあるといわれている。

### 死去
2025年8月5日、肺癌との闘病の末、2か月ほど入院していた病院で死去。95歳没。

## 人物
1951年にニーナ・シュルバネスクと結婚。ルーマニア語、英語、ロシア語を話す。